# Blended Family (What You Do for Love)
Blended Family (What You Do for Love), conosciuto anche come Blended Family, è un singolo della cantautrice statunitense Alicia Keys con la collaborazione del rapper statunitense ASAP Rocky, pubblicato il 7 ottobre 2016 come secondo estratto dal sesto album in studio Here.

## Descrizione

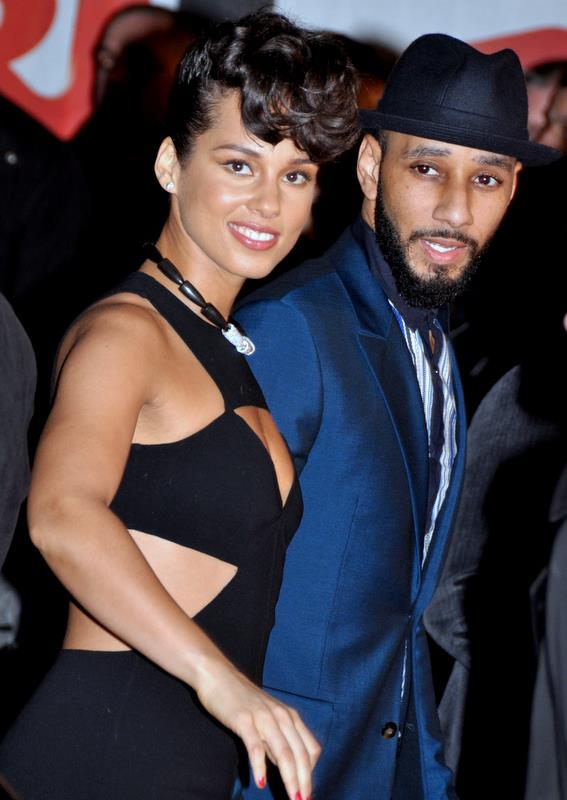
Alicia Keys e Swizz Beatz nel 2013

La canzone è stata scritta da Alicia Keys, Rakim Mayers, John Houser, Edie Brickell, Brandon Aly, Latisha Hyman, Dave Kuncio e Kenneth Withrow; mentre è stata prodotta dalla stessa Alicia Keys con Mark Batson. Il brano presenta percussioni boom bap, pianoforte e un riff di chitarra acustica.
Essa è ispirata alla famiglia ed in particolare i temi sono quelli dell'adozione e delle famiglie allargate. Keys è stata ispirata dalla sua famiglia composta dal marito Swizz Beatz, i due figli Egypt Daoud Dean e Genesis Ali Dean, e dal figlio Kasseem Dean Jr avuto dal matrimonio precedente di Beatz con Mashonda Tifrere. Keys, a seguito delle polemiche che nacquero a causa dalla presunta frequentazione della cantautrice con Beatz mentre era ancora sposato, ha dedicato la canzone a Tifrere, scrivendo:

## Video musicale
Il videoclip del brano è stato pubblicato nel canale YouTube ufficiale della cantante l'11 novembre 2016. Diretto da Hype Williams, il video vede la partecipazione Alicia Keys, il marito Swizz Beatz, l'ex moglie di Beatz, Mashonda Tifrere, i figli avuti in entrambi i matrimoni e il rapper ASAP Rocky.

## Riconoscimenti
2017 - NAACP Image Award
- Candidatura alla miglior collaborazione

## Tracce
Download digitale
1. Blended Family (What You Do for Love) (feat. ASAP Rocky) – 3:32

## Classifiche
| Classifica (2016)     | Posizione raggiunta |
| --------------------- | ------------------- |
| Belgio (Vallonia)     | 61                  |
| Francia               | 62                  |
| Giappone              | 52                  |
| Stati Uniti R&B Songs | 9                   |
| Svizzera              | 85                  |